# Saqba
Saqba (tiếng Ả Rập: سقبا; cũng đánh vần Sakba hoặc Siqba) là một thị trấn ở miền nam Syria, một phần hành chính của quận Markaz Rif Dimashq của tỉnh Rif Dimashq, 7   km về phía đông trung tâm Damascus. Các địa phương gần đó bao gồm Jisrin ở phía đông nam, Kafr Batna ở phía tây nam, Hizzah ở phía tây nam và Hamouriyah và Beit Sawa ở phía bắc. Theo Cục Thống kê Trung ương Syria (CBS), Saqba có dân số 25.696 trong cuộc điều tra dân số năm 2004.

## Lịch sử
Nghiên cứu và đọc kinh Qur'an được tổ chức tại nhà thờ Hồi giáo Saqba vào đầu thế kỷ thứ 12 khi khatib của nó là Ahmad ibn Hasan al-Kafatabi. Saqba được nhà địa lý người Syria Yaqut al-Hamawi đến thăm vào đầu thế kỷ 13, dưới thời cai trị của Ayyubid. Ông lưu ý rằng đó là "một ngôi làng của Ghautah của Damascus ".

### Kỷ nguyên hiện đại
Trong những năm 1950, Saqba từng là một trung tâm làng của một quận bao gồm bảy ngôi làng khác, với tổng dân số 12.000 người. Ngày nay Saqba đã trở thành một vùng ngoại ô phía đông của tầng lớp lao động.